# François-Xavier Bondallaz
François-Xavier Bondallaz (* 17. April 1801 in Nuvilly; † 19. Januar 1870 in Fribourg) war ein Schweizer Politiker. Er vertrat den Kanton Freiburg von 1854 bis 1863 im Nationalrat und von 1866 bis 1870 im Ständerat. Darüber hinaus war er zugleich Abgeordneter im Freiburger Grossen Rat und Mitglied des Staatsrates.

## Biografie
François-Xavier Bondallaz war der Sohn des Notars und wohlhabenden Landwirts François Bondallaz sowie von Marie Brasey. Nach seinem Rechtsstudium war er im Ausland als Hauslehrer tätig. Nach einigen Jahren kehrte er in seinen Geburtsort Nuvilly zurück, wo er als Notar tätig war und einen landwirtschaftlichen Betrieb leitete. Er war ein typischer Vertreter jener ländlichen Liberalen, die beim politischen Umsturz von 1830 das Ende der Herrschaft des städtischen Patriziats herbeiführten. 1831 wurde er in den Grossen Rat gewählt, worauf er bis zu seinem Tod den Broyebezirk vertrat. Er nahm eine gemässigt liberale Haltung ein und gehörte ab 1840 dem Freiburger Staatsrat an, konnte aber das Abgleiten des Kantons in den Sonderbund nicht verhindern und wurde 1847 aus der Regierung ausgeschlossen. 1844 heiratete er Marie Bersier aus Cugy. Nach dem erneuten politischen Umsturz von 1848 stand er als gemässigter Liberal-Konservativer in Opposition zu den regierenden Radikalliberalen.
1855 folgte zum zweiten Mal die Wahl in den Staatsrat, worauf Bondallaz zunächst die Justizdirektion übernahm. Ab 1857 leitete er die Baudirektion, sein erstes grösseres Vorhaben war ein neues Strassenbaugesetz. Er unterstützte ausdrücklich die Freiburger Eisenbahnpolitik, die in der Gründung der staatlichen Bahngesellschaft Chemin de fer Lausanne–Fribourg–Berne mündete. Im Zuge des «Oronbahnkonflikts» erhielt diese die Konzession für die vom Kanton favorisierte Bahnstrecke von Bern über Fribourg und Oron nach Lausanne. Ebenso förderte er den Bau der abzweigenden Strecken nach Bulle und Yverdon-les-Bains. Mehrmals schlug er das Amt des Regierungspräsidenten aus und liess stattdessen Hubert Charles, Frédéric Vaillant und Louis Weck-Reynold den Vortritt.
Bondallaz kandidierte bei den Nationalratswahlen 1854 und wurde im Wahlkreis Freiburg-Nord gewählt. 1857 und 1860 gelang ihm jeweils die Wiederwahl. Im Nationalrat gehörte er der Fraktion der gemässigten Mitte an, 1863 verzichtete er auf eine Wiederwahl. Als Folge des Kulturkampfes und der damit verbundenen religiösen Spannungen nahm er eine zunehmend konservative Haltung an. 1866 wählte ihn der Freiburger Grosse Rat in den Ständerat, dem er bis zu seinem Tod 1870 angehörte; bis zu diesem Zeitpunkt war er auch weiterhin Staatsrat gewesen.